# 德語正寫法

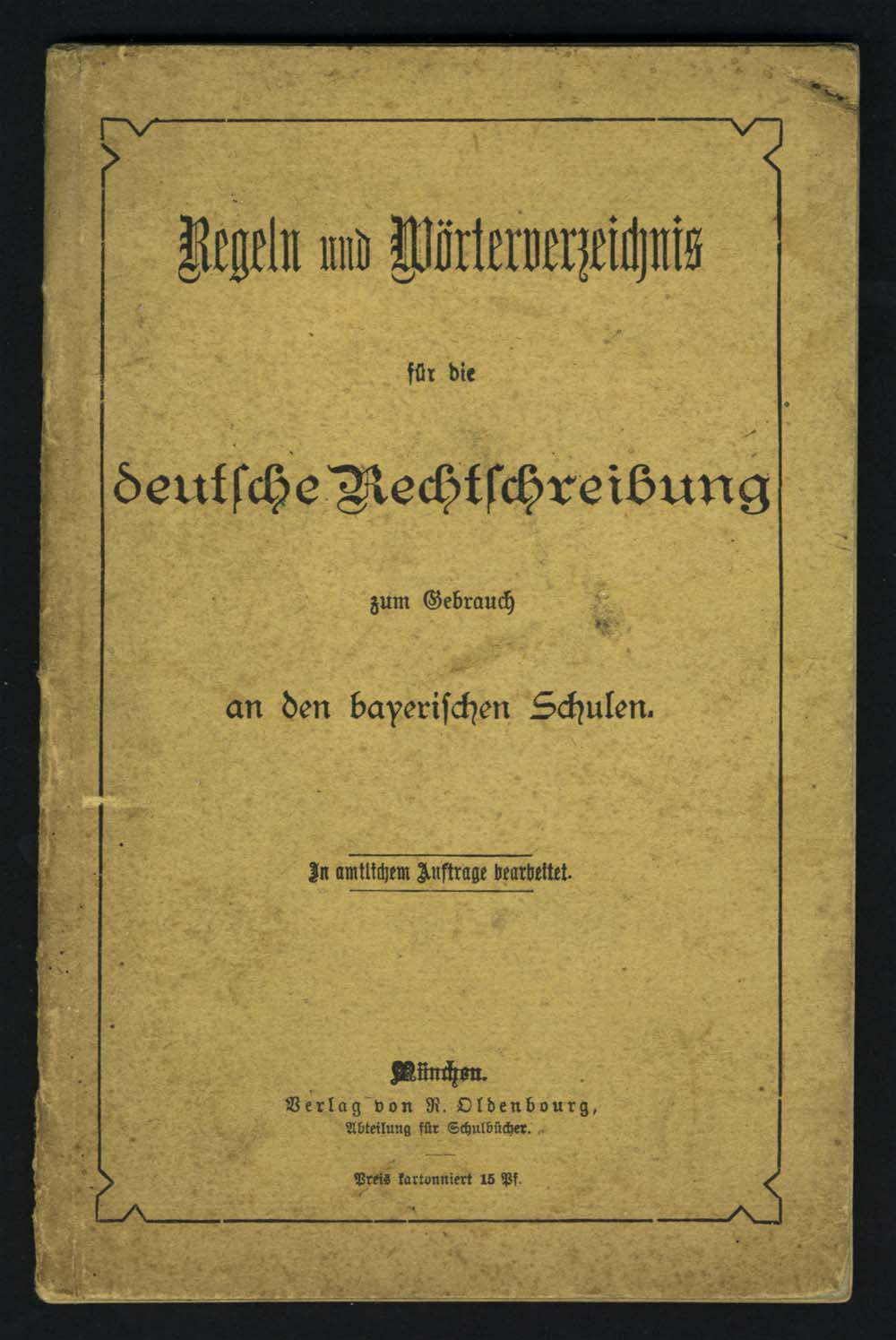
1879年第一部巴伐利亚地区的正寫法手册

德语正寫法（德語：Deutsche Rechtschreibung）是指导德语书写的规则。
德语作为书面语的书写规则总结可以追溯到马丁·路德翻译的路德版聖經开始。1880年，德语全正体书写字典（Vollständiges Orthographisches Wörterbuch der deutschen Sprache）出版，經過1901年的小修改後，成為最具权威性的德语词典。此后大致沿用百余年。
德语新版的正寫法从2005年8月1日起实施（北萊茵-威斯伐倫和巴伐利亞兩個邦則延至2006年才開始在其公立學校施行新规则）。8月1日后，德国学校、公共领域和媒体应该使用最新正寫法的规定，比如在词汇的写法上，换行时在哪里分隔等等。
目前德语正寫法的管理机构为德语正写法协会。

## 历史

### 中世紀至18世紀
目前最早的德语书写文字可以追溯至公元8世纪，那个时候德语书写系统的基础是拉丁字母。但那时的德语书写系统存在一个重大的问题，那就是德语语言自己的一些音素或者字母，例如变音（如ä、ü等），没有所对应的独特的文字。1000年左右诺特克·拉贝奥提出了第一套囊括德语语音音系规则的正寫法方案，后来在中世纪盛期，德语的标点符号也得到了相应的发展。从1300年开始，斜线符号（/）在德语里被用作句号，而句首首字母大写也逐渐出现在各类文字作品中。14世纪起德语逐渐取代了拉丁语成为了官方的公共语言，1552年由马丁·路德翻譯的德语版《圣经》使得当时德语的标准书写系统得到了推广。
16到18世纪的文字记录显示当时的德语仍然存在大量的双辅音，主要是存在于双元音之后（例如“auff”）或者是之前的辅音之后（例如“Kampff”），这样的书写方式在当今德语看来已经完全没有必要。人们后来使用不同的辅音组合在一起替代了单纯的相同辅音字母的组合，例如用tz代替了zz，用ck代替了kk或者用dt代替dd，这样的拼写规则在现在的德语中依旧被使用。除此之外，对于双元音也做了类似的处理，例如使用aw代替au，äw代替äu，ew代替eu以及ey代替ei。这一套规则在使用了200年左右后便不再被使用，现在的德语中只有一些地名和家族名（例如“Pfeiffer”、“Speyer”）以及一些联邦州名（如Bayern和Baden-Württemberg）还能看到这种书写方法的影子。
歌德的《浮士德》原稿可以说为18世纪后期德语书写方法带来了好的影响。他的这些原稿相对于当时的德语书写文字来说带来了本质上的不同——歌德将他的作品使用拉丁式的古体（Antiqua）字体（也称罗马体）进行书写。这种书写方式与当时所采用的Black Letter字体（也称Gothic Script，哥特手写体，例如Fraktur体）以及德语手写体有所不同。当时主要采用的这两种书写方式中对于字母“s”有两种书写形式：“长S”（ſ）以及“圆体S”（s），而歌德所采用的书写方式则没有这样的区分。这样两种“s”一直到20世纪都还出现在印刷字模中，同时也是那个时候正寫法的一部分。但是自从古体（Antiqua）字体在文艺复兴时期被引入时，“长S”也一样在欧洲范围内被广泛地了解以及使用，直到今天人们还可以在一些字体中的特殊符号部分找到“长S”。在当时的拉丁式的手写体中，“长S”的写法看起来与德语手写体中的小写“H”类似，因此偶尔在一些名字的辨识上会产生混淆，并导致将“ſs”改变为“hs”。
直到18世纪以及往后的一段时间内一直都没有一份一致的具有强制性的正寫法。每一个作家都按照他们个人觉得正确的书写方式进行书写。当他们自己拿不准的时候，他们会在一篇文章的写作中更换书写方式，如果有必要的话，甚至会在一个句子中更换书写方式。当时的作家会从不同的地方寻找书写样例作为自己临摹的对象，特别是一些政府发布的公告之类的。通过这样的方式逐渐形成了以官府的公文为樣板的书写趋势和地区性的书写差异。这样的书写趋势逐渐在18世纪中期变成主流，那个时候人们已经渐渐淘汰了最开始的那些双元音以及双辅音规则。
1788年约翰·克里斯托弗·阿德隆编写了一份正规书写建议稿，这为19世纪初期在德国学校开设教导学生正确书写的拼写课奠定了基础。此外这份建议稿还对当时使用得非常频繁的字母ß的使用进行了限制，但是具体的细节并没有引起太多的争论。

### 19世纪

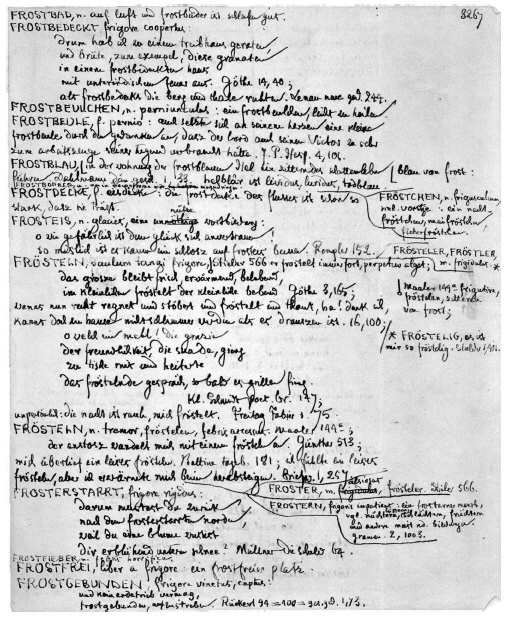
雅各布·格林编写的德语词典的一页手稿

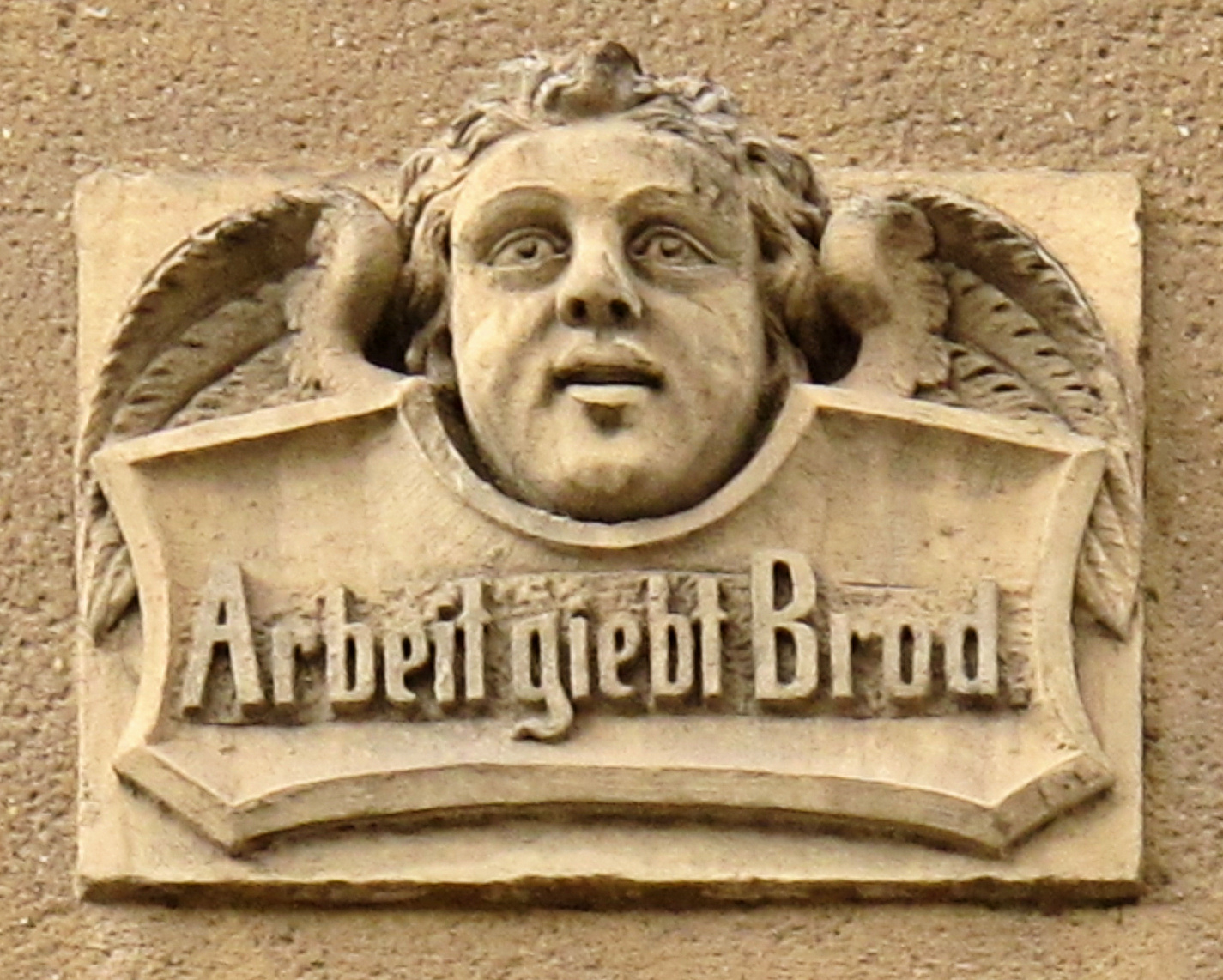
19世纪末时德国家庭内一瞥

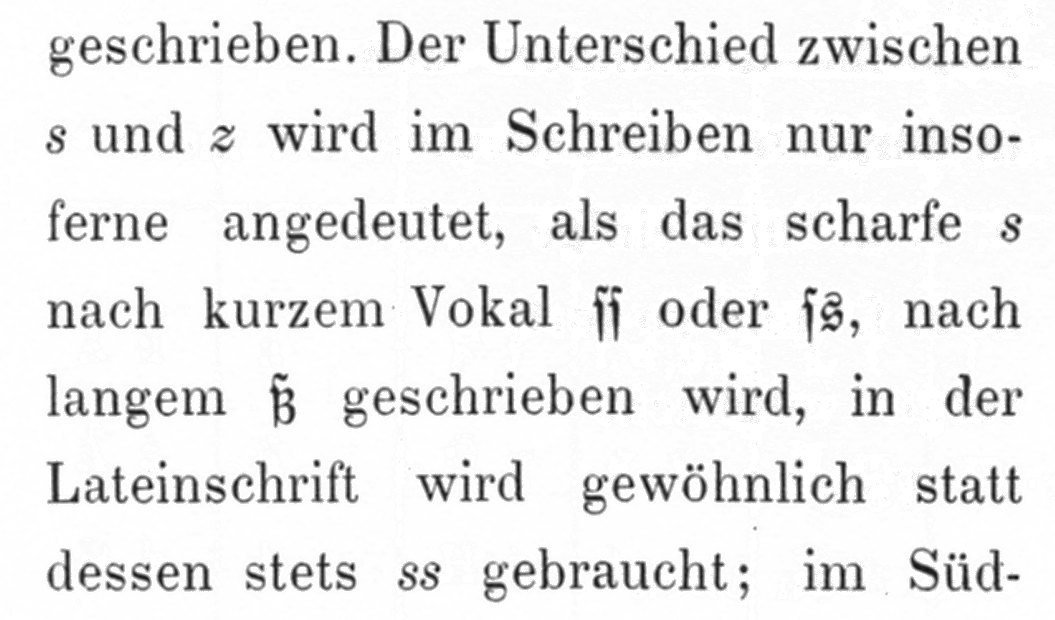
节选自1880年维也纳出版的《Buch der Schrift》一书，书中使用音标文字说明s与z的发音，就像今天所使用的国际音标一样。

一直到19世纪，人们都还在许多单词中将现代德语中的ei用eÿ或者ey来代替（例如将“bei”写作“beÿ”），同时这种书写方法来自于之前的多倍元音规则中的eij这种字母组合，其中字母“j”原本仅仅是字母“i”的一个变体，而这种变体也仅仅在单词词首或者末尾才会使用。当时对德语语言非常关注的科学家和文学家对于正寫法提出了不同的目标设想，他们有的人希望正寫法能够让人们“怎么念就怎么写（Schreib wie du sprichst!）”，有的人则是为了追求极端的古代书写方式，比如将Löffel写作Leffel，因为这里原本不是字母o变音成为ö进行发音，而是开头的字母l将跟在后面的e的发音弱化了。格林兄弟通过他们编写的德语词典为德语语言学立下了一座里程碑，他们推行使用首字母小写的书写方式，只有在非常少的情况下才会使用首字母大写，同时他们还将这种书写方式进行了实际运用。还有一位作家在他的写作中将所有的tz字母组合使用z来代替。
从1850年左右开始出现了一些关于书写的指导意见，这些指导意见被视作是稍后出现的各地学校遵守的官方正寫法的雏形。具体官方正寫法案在各地出现的时间为：汉诺威1854，莱比锡1857，符腾堡1860，普鲁士1862，巴伐利亚1863，奥地利1868。
在1871年德意志国成立后，希望建立统一的德语书写规则的呼声日益高涨。
1876年1月在柏林由普鲁士文化部部长阿达尔伯特·法尔克举行了第一届正寫法会议（Die Konferenz zur Herstellung größerer Einigung in der deutschen Rechtschreibung），来自德意志国、奥地利和瑞士的代表们出席了会议。会议上代表针对一些具有长远意义的书写建议的达成了较多的共识，但是具体的规则制定却是由不同城市或地区分别制定的。1879年和1880年分别发布了巴伐利亚地区和普鲁士地区的官方正寫法，后来许多其余地区的正寫法都在其基础上进行少量更改后发布。1879年奥地利发布了第一部《海塞字母s正寫法》（Heysesche s-Schreibung），此法案一直执行到1901年。
新推出的正寫法案中的一些更改遭到了当时的一些社会名流的反对，这些对于正寫法的异议都在德意志帝国议会上进行了辩论。
真正将正寫法从学术层面推广到日常应用的人是康拉德·亚历山大·弗里德里希·杜登。随着他的《德语全正体书写字典 - 按照最新普鲁士和巴伐利亚地区正寫法编写》（Vollständiges Orthographisches Wörterbuch der deutschen Sprache – Nach den neuen preußischen und bayerischen Regeln）正寫法词典的出版，他以一个人的力量推动了新正寫法在各国的普及。

### 20世纪

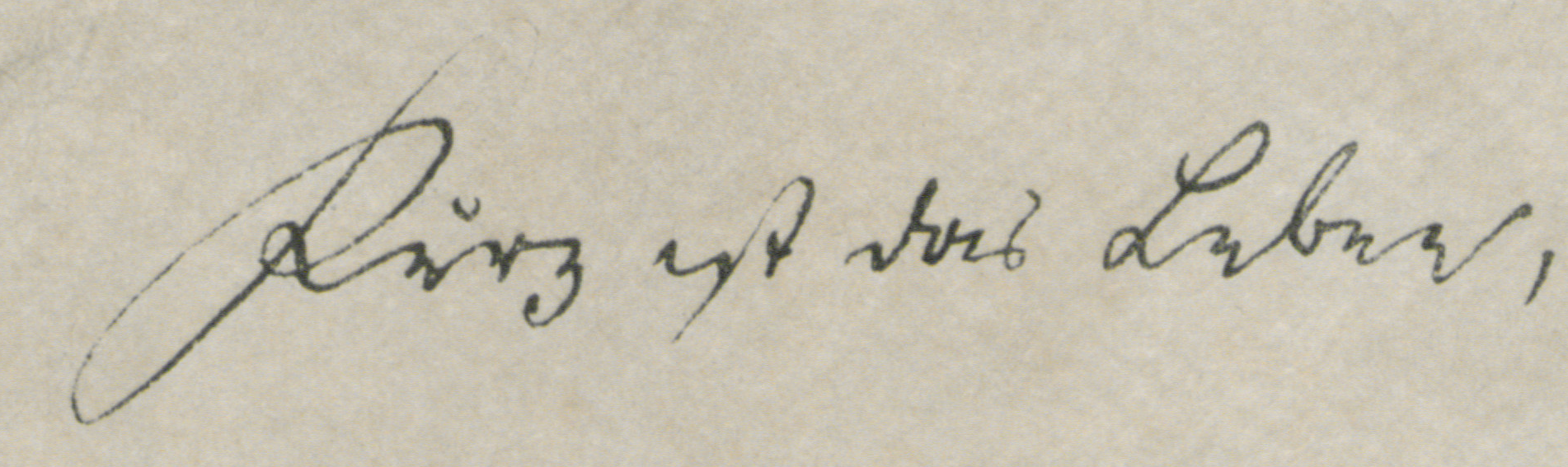
19世纪早期的一份包含有“长S”（ſ）与“圆体S”（s）的手写体文字，图中文字为“Kurz iſt das Leben”

在1871年德意志国建立的30年后，1901年召开了第二届正寫法会议，这一次会议终于第一次完全统一了德语文字书写规则。这次会议做出的一个重要决定是废除德语中th这种拼写，这种拼写出现在当时例如“thun”、“Thür”和“Thal”这些源自德语的词，而来自于希腊语的词例如“Thron”和“Theater”中th的拼写则被保留，一说是由于当时的威廉二世个人所做的决定。大量单词的变异写法以及包含字母c的外文写法被引入，这些写法大部分在现在的德语中是被允许的，但是很多已经按照发音的原则将字母c替换成k或者z改写成了德语拼写（例如Accent在德语中的拼写为Akzent）。在1902年联邦参议院在德意志国发布了统一的《德语正寫法书写规则以及单词表》（Regeln für die Deutsche Rechtschreibung nebst Wörterverzeichnis）时，杜登词典也被确定为权威性的词典。写有新正寫法的词典在1903年1月1日在德意志国政府机关内强制推行，并在1903年4月1日在德国学校推行。该项正寫法书写规则同时也受到奥地利和瑞士的关注。
20世纪初期由日耳曼学者Joseph Lammertz创作了一段文字，这一段文字至今没有人能够完全准确无误地书写出来。这段文字是由一位来自布雷斯劳的老师Oskar Kosog推广的，并以他的名字将这段文字命名为《Kosog'sche Diktat》。这段文字收录在他1912年的一篇文章《我们的正寫法以及它根本性改革的必要性》（Unsere Rechtschreibung und die Notwendigkeit ihrer gründlichen Reform）中，通过这段文字的公开，清晰地传达出对一套统一的正确的德语书写规则的需求。
同时一些在第二届正寫法会议上没有得到解决的外来语詞彙以及拼写变种的使用限制和标点符号的具体使用规则，在1915年由康拉德·杜登通过结合《杜登印刷拼写词典》（Buchdruckerduden）将其写进了常规的杜登词典。
正如在20世纪20年代很多传统受到人们批判一样，也有很多人呼吁对德语正寫法进行一个根本性的改革。一位名叫A. Schmitz的作家在杂志《德国语言协会》（Allgemeinen Deutschen Sprachvereins）上发表了一篇名为《新的正寫法必须做什么？》（Was muß eine neue Rechtschreibung leisten?），在其文中作者也同样建议进行根本性的语言改革，主要强调了简化元音变化、将单词中的字母v和组合ph替换成f，并将外来词按照其发音规则改写为德语写法，例如某些词中字母g不发[g]以及字母h不发音的部分。
不为许多人所知的是在纳粹德国时期，国家教育部部长伯恩哈德·鲁斯特也曾经尝试过拼写改革。1944年正寫法改革的规则手册印刷了100万份，但最终没有得以实施。日常生活中拉丁书写体的引入对德语文章的样式产生了长久的影响，在20世纪的德国印刷业哥特书写体、聚特林书写体和其它种类的手写体占据主要地位，而使用渐渐增多的拉丁式字体（Antiqua）和其斜体却遭到了纳粹德国强烈的抨击，而1941年这一情况有所变化。希特勒命令快速过渡到使用拉丁式字体，总的来说这一变化使得各种规则都更为简化，但却使之前制定的一些复杂规则变得毫无意义，包括对“长S”（ſ）和“圆体S”（s）相关的规定等。
在接下来的十年中，德语拼写规则的发展实际上是依靠杜登词典的编写者进行的。在二战结束以后，这一传统依旧分别在莱比锡和曼海姆的东杜登和西杜登编辑社内延续着。20世纪50年代初在西德有部分出版厂商开始指责杜登词典所代表的一种文化垄断，并开始出版采用其它书写规则编写的词典来与之抗衡，对此西德的文化部部长宣布杜登词典作为最权威的词典，一切拼写都应按照杜登词典的内容为准。杜登词典一方面在一方面保守地向前发展，将最新的词语收录进词典中，另一方面也不断完善着德语的拼写规则，对于存在的拼写疑惑不断进行阐释。
1968年的学生运动之后，文字改革开始具有政治化的倾向，因此文字改革被指责说是具有压制性的，是一种社会淘汰的手段。而对于拼写规则的改革建议也不单单是要求对于存在的拼写规则疑惑进行解释澄清，还要求简化德语，使之更容易学习。因而就有许多人提出“名词小写化”（gemäßigter Kleinschreibung）的建议，建议提出对于一般德语名词全部采用小写，仅对专用名词使用首字母大写。第二次世界大战之后，丹麦文执行了这样的改革。针对这样的建议，在荷兰进行了一项实验，实验结果表明，名词大写与名词小写对于德语的阅读速度会产生明显的影响，而名词大写能够有效提高阅读速度。这一研究成果在欧洲各国产生了影响，包括英国在内都开始考虑是否要将名词首字母大写，因此德语中名词首字母小写这一提议也就暂时搁浅，1993年时此建议被撤回。
1949年東西德分治之后，新的文字改革尝试一直都没有成功，在后来1960年代末期至1970年代末期缓和政策影响下，1980年东德与奥地利及瑞士四国正式成立德语的国际正寫法协会，有关的专业人员可以开始在一起进行工作。东西德合并后不久出现了1996年德语正写法改革，不像法兰西学术院，在德语语言中并不存在管理语言的统一机构，而1996年的这次文字改革再次遭到大量的批评与指责，2004年成立了德语正写法协会，其主要任务就是为了解决这些冲突并推行新的正寫法，这项工作于2006年随着德语新正寫法的全面推行而结束。

### 当前状况
1996年德语正写法改革的提出，创造了一套具有法律效力的文字书写规则，这套规则在经过2004年的小修订以及2006年的大修订后在全德国以及瑞士和奥地利的学校开始推行，同时这一套规则自1999年以来一直被德国政府机关所遵守。
2006年8月1日修订版的新正寫法由官方强制推行。修订版的新正寫法中引入了许多新的外来词，同时还通过了一些德语单词的不同拼写方法（例如“Orthographie”和“Orthografie”这两个不同的写法）。2006年出版的杜登词典第24版开始尝试对于拥有不同拼写的德语单词给出一个推荐的拼法（推荐的拼写方法将会使用黄色进行高亮），这个栏目叫做“杜登推荐”（Duden-Empfehlungen）。例如在字典中“Orthographie”与“Orthografie”都是同一单词的不同拼法，而“Orthografie”在字典中做了黄色高亮处理，表示这是推荐的拼写方法。杜登词典想通过这种方法对拼写的变体使用进行限制，但这有悖于文字改革推行者的初衷。
一项调查显示，只有少数的人热衷于推行新正寫法，而大部分人仍对其持反对态度。

## 拼寫特徵
德语字母由拉丁字母组成，在拉丁字母26个字母外，还有四个变体。
| 德语字母 | 德语字母 | 德语字母 | 德语字母 | 德语字母 | 德语字母 | 德语字母 | 德语字母 | 德语字母 | 德语字母 | 德语字母 | 德语字母 | 德语字母 | 德语字母 | 德语字母 | 德语字母 | 德语字母 | 德语字母 | 德语字母 | 德语字母 | 德语字母 | 德语字母 | 德语字母 | 德语字母 | 德语字母 | 德语字母 | 德语字母 | 德语字母 | 德语字母 | 德语字母 |
| -------- | -------- | -------- | -------- | -------- | -------- | -------- | -------- | -------- | -------- | -------- | -------- | -------- | -------- | -------- | -------- | -------- | -------- | -------- | -------- | -------- | -------- | -------- | -------- | -------- | -------- | -------- | -------- | -------- | -------- |
| A        | a        | (Ä       | ä)       | B        | b        | C        | c        | D        | d        | E        | e        | F        | f        | G        | g        | H        | h        | I        | i        | J        | j        | K        | k        | L        | l        | M        | m        | N        | n        |
| O        | o        | (Ö       | ö)       | P        | p        | Q        | q        | R        | r        | S        | s        | (ẞ       | ß)       | T        | t        | U        | u        | (Ü       | ü)       | V        | v        | W        | w        | X        | x        | Y        | y        | Z        | z        |

其中 Aa, Ee, Ii, Oo, Uu 以及三个变音字母 Ää, Öö, Üü 为元音字母。包括 ß 的其他字母为辅音字母。

### 元音長度
即使在德語中元音長度是音位性質的，但不是以一致方式表示出來的。有著不同的方式來指示長元音：
- 開音節中的元音（自由元音）是長音，例如geben“to give”，sagen“to say”。
- 二合字母ie通常表示長音/iː/，例如Liebe“love”，hier“here”。這種用法是基於中古高地德語雙元音/iə/的歷史拼寫，它是在早期新高地德語中單元音化的。這已經普遍化到詞源上沒有這個二合字母的詞語上了，例如viel“much”，Friede“peace”（中古高地德語vil, vride）。偶爾典型出現詞尾位置上的這個二合字母表示/iː.ə/如複數名詞Knie /kniː.ə/“knees”（參見單數Knie /kniː/）
- 靜默h指示在特定情況下的元音長度。這個h源自在某些詞語的古/x/，例如sehen“to see”或zehn“ten”，但是在其他詞語中這沒有詞源證據，例如gehen“to go”或mahlen“to mill”。
- 字母a, e, o在一些詞語中可以雙寫，例如Saat“seed”，See“sea/lake”，Moor“moor”。
- 在元音之後的雙重輔音經常指示這個元音是短音，而單一輔音指示這個元音是長音，例如“comb”有短元音/kam/，而“came”有長元音/kaːm/。

### 雙重或三重輔音
儘管德語沒有音位上的長輔音，在拼寫中仍有雙重甚者三重輔音的很多實例。跟隨在一個閉音節元音（受阻元音）之後的一個單一輔音如果有另一個元音隨後則雙寫，例如immer“always”，lassen“let”。這些輔音被分析為由前後二個音節共享，因為它們不只是構成第二個音節的音節首部（syllable onset），而且還是第一個音節的音節尾部（syllable coda），它一定不能空缺因為音節核心（syllable nucleus）是閉音節元音。
通過類比，如果一個詞語有著帶有雙重輔音的一種形式，這個詞的所有形式都寫成有雙重輔音的，即使它們不完全滿足雙寫的條件；例如，rennen“to run”→ er rennt“he runs”; Küsse“kisses”→Kuss“kiss”。
三重輔音只影響拼寫而非發音。它們出現在詞語寫在一起的時候，比如Schifffahrt“shipping”來自Schiff和Fahrt，Sauerstoffflasche“oxygen bottle”來自Sauerstoff和Flasche。在1996年拼寫重構之前，如果這個序列跟隨著一個元音則只寫兩個輔音（比如Schiffahrt對比Sauerstoffflasche）。如果位於一行結尾需要連字符，所有三個輔音總是寫出（比如Schiff-fahrt和Sauerstoff-flasche）。這兩個詞的新拼寫是Schifffahrt和Sauerstoffflasche，在所有上下文中都帶有三重輔音。

### 典型字母
ä, ö, ü: 元音變音（umlaut）指稱德語中的歷史語音變遷。在德語中，a、o和u的元音變音分別表示為ä、ö和ü，雙元音au的元音變音表示為äu。元音變音在古高地德語中可見，大約在公元800年只出現在 /a/ 之上，它可變異成 /e/。在這個要點上，它已經變得部分音位化了，因為一些作為變音條件的隨後的 /i/ 和 /j/ 已經被去除或變更了。而後來德語的歷史展示了 /o/ 和 /u/ 也受到影響——開始於中古高地德語，殘餘的作為變音條件的環境消失，並且 /o/ 和 /u/ 在適當的環境中出現為 /ø/ 和 /y/。
ei:這個二合字母表示雙元音/a͡ɪ/。這個拼寫可回溯到這個雙元音的中古高地德語發音，它是[e͡i]。拼寫ai只在很少一些本土詞中發現（例如Saite“string”），但常用於羅馬化在外語如漢語的借詞中的/a͡ɪ/。
eu:這個二合字母表示雙元音[ɔ͡ʏ]，它回溯到用iu表示的中古高地德語單元音[yː]。
ß:這個字母可用ss替代。詳情參見ß。
st, sp:在一個詞的主音節的開始處，這些二合字母發音為/ʃt, ʃp/。在中古時期，繼承自原始日耳曼語/s/的噝音被發音為齦齶音[ɕ]或[ʑ]，不同於在高地德語輔音變遷中發展出來的清齒齦噝音[s]。在中古晚期，特定[ɕ]的實例合併於[s]，而其他發展成了[ʃ]。這個到[ʃ]的變更被用特定拼寫表示，例如，Schnee“snow”，Kirsche“cherry”（中古高地德語snê, kirse）。但是，二合字母st, sp保持不變。
v:字母v只出現在一些本土詞語中。在這些本土詞語中，它表示/f/。這可回溯到十二和十三世紀，這時元音前/f/被濁化為/v/。這個濁化在中古晚期再次失去， 但是v仍在特定詞語中保留，例如Vogel（比較於斯堪迪納維亞語fugl或英語fowl）“bird”（因此字母v有時叫做Vogel-fau），viel“much”。
w:字母w表示語音/v/。在十七世紀，從前的語音[w]變成[v]，但是拼寫保持不變。在古典時代晚期的拉丁語中也發生了類似的語音變更。
z:字母z表示語音/t͡s/。這個語音是高地德語輔音變遷的結果，自從八世紀古高地德語就寫為z。

### 外語詞
對於技術術語，外語拼寫經常保留，例如 在希臘語來源的詞語“Physik”(Physics)中的ph /f/或y /yː/。但是，對於一些常見詞綴如 -graphie或Photo-，允許使用 -grafie或Foto- 替代。 Photographie和Fotografie二者都是正確的，但是不可混合出變體Fotographie* 或Photografie*。
對於其他外語詞，外語拼寫和修正的德語拼寫二者都是正確的，比如Delphin / Delfin或Portemonnaie / Portmonee。
對於一些詞語，其德語化形式是常用的甚至早於1996年重構，外語版本不再被允許。著名的例子是詞語Foto帶有含義“photograph”，它不可以拼寫為Photo。

## 字位到音位的對應
本節列出德語字母與字母組合，和用國際音標表示的它們的發音。這是標準德語的發音。注意標準德語的發音隨著區域的不同也有輕微的變化。事實上，有可能從一個德國人的標準德語口音上分辨出他來自什麼地方（不要混淆於不同的德語方言）。
外來語通常發音近似於來源語言。

### 輔音
雙重輔音發音為單一輔音，除非在複合詞中。
- b:在音節尾：[p]；其他地方：[b]或[b̥]（南部清音化變體）
- c:在ä, e,  i, ö之前：[ts]；其他地方：[k]
- ch:在a, o, u, au之後：[x]；在其他元音或輔音之後或詞首：[ç]；後綴 -chen總是[ç]
- chs: [ks]，在詞素內（比如Dachs [daks]“badger”）；[çs]或[xs]，跨域詞素邊界（比如Dachs [daxs]“roof（屬格）”）
- ck: [k]，緊隨短元音之後
- d:在音節尾：[t]；其他地方：[d]或[d̥]（南部清音化變體）
- dsch: [dʒ]或[d̥ʒ̊]（南部清音化變體），通常只在借詞或音譯中，來自英語的詞可以另外的保持本來的<j>。很多人發音<dsch>為<tsch>，因為[dʒ]不是德語固有的。
- dt: [t]
- f: [f]
- g:在結尾 -ig中：[ç]或[k]（南部德語）；在音節尾：[k]；其他地方：[ɡ]或[ɡ̊]（南部清音化變體）
- h:在元音前：[h]；在延長一個元音的時候：靜默
- j: [j]在多數詞語中；[ʒ]在法語借詞中（比如jardin,法語的garden）
- k: [k]（除了在噝音後之外都發送氣音，即[kʰ]）
- l: [l]
- m: [m]
- n: [n]
- p: [p]（除了在噝音後之外都發送氣音，即[pʰ]）
- pf: [p̪f]，對部分人在所有情況下；對其他人：[f]在詞首（或在複合詞的成員的首部），[p̪f]在所有其他情況
- ph: [f]
- ng:通常：[ŋ]；在複合詞中其第一個成員結束於“n”而第二個成員開始於“g”: [ŋɡ]或[ŋɡ̊]（南部清音化變體）
- qu: [kv]；[kw]在一些地區
- r:標準德語r發音隨地域而變化：
  - [ʀ]或[ʁ]在元音前，[ɐ]在其他地方；或
  - [ɐ]在長元音後，[ʀ]或[ʁ]在其他地方；或
  - [r]在所有情況下
- s:在元音前或中間：[z]或[z̥]（南部清音化變體）；在輔音前或在詞尾：[s]；在p或t前於詞或音節首部的情況下：[ʃ]
- sch: [ʃ]，還有[sç]在用在結束於“s”的詞的指小形式時（比如Mäuschen“little mouse”）
- ss: [s]
- ß: [s]
- t: [t]（除了在噝音後之外都發送氣音，即[tʰ]）
- th: [t]（除了在噝音後之外都發送氣音，即[tʰ]）
- ti:於 -tion, -tiär, -tial, -tiell: [tsɪ̯]；其他地方：[ti]
- tsch: [tʃ]
- tz: [ts]，緊隨在元音後
- tzsch: [tʃ]
- v:在外語借詞中：[v]；其他地方：[f]
- w: [v]
- x: [ks]
- z: [ts]
- zsch: [tʃ]

### 元音
|        | 前      | 前               | 前      | 前          | 央     | 央           | 後    | 後           |
| 不圓唇 | 不圓唇  | 圓唇             | 圓唇    |             | 央     | 央           | 後    | 後           |
| 短     | 長      | 短               | 長      | 短          | 長     | 短           | 長    |              |
| 閉     | [i]     | [iː] i ie ih ieh | [y]     | [yː] ü üh y |        |              | [u]   | [uː] u uh    |
| 次閉   | [ɪ] i   |                  | [ʏ] ü y |             |        |              | [ʊ] u |              |
| 半閉   | [e]     | [eː] e eh ee     | [ø]     | [øː] ö öh   |        |              | [o]   | [oː] o oh oo |
| 中     |         |                  |         |             | [ə] e  |              |       |              |
| 半開   | [ɛ] ä e | [ɛː] ä äh        | [œ] ö   |             |        |              | [ɔ] o |              |
| 次開   |         |                  |         |             | [ɐ] er |              |       |              |
| 開     |         |                  |         |             | [a] a  | [aː] a ah aa |       |              |

#### 短元音
輔音有時雙寫來指示前導元音發音為短元音。單一音節詞發音為長元音，有一些例外比如an, das, es, in, mit, von。在結尾 -en中的e經常靜默比如bitten“to ask, request”。結尾 -er經常發音為[ɐ]，但在一些地區，發音為音節主音輔音[ʀ̩]或[r̩]。在結尾 -el中的e發音為短音如英語詞funnel，儘管單一輔音在詞尾。這個詞尾出現在詞語如Tunnel“tunnel”或Mörtel“mortar”或專有名如Fennel中。
- a: [a]如Wasser“water”
- ä: [ɛ]如Männer“men”
- e: [ɛ]如Bett“bed”;非重音[ə]如Ochse“ox”
- i: [ɪ]如Mittel“means”
- o: [ɔ]如kommen“to come”
- ö: [œ]如Göttin“goddess”
- u: [ʊ]如Mutter“mother”
- ü: [ʏ]如Müller“miller”
- y: [ʏ]如Dystrophie“dystrophy”

#### 非本土的短元音
外來語借詞的非重音音節中的元音發為短音，它們與對應長元音是同位異音。
- e: [e]如Methan
- i: [i]如vital
- o: [o]如Moral
- ø: [ø]如Ökonom
- u: [u]如kulant
- y: [y]如Psychologie

#### 長元音
元音通常在下列情況發音為長音：
- 自成音節
- 在詞尾字母時（除了e）
- 跟隨著一個單一輔音如bot“offered”
- 在跟隨著一個元音的單一輔音之前如Wagen“car”
- 雙重如Boot“boat”
- 跟隨著一個h如Weh“pain”

長元音一般發音比短元音要緊張。
長元音羅列如下：
- a, ah, aa: [aː]
- ä, äh: [ɛː]或[eː]
- e, eh,  ee: [eː]
- i,  ie, ih,  ieh: [iː]
- o, oh,  oo: [oː]
- ö, öh: [øː]
- u, uh: [uː]
- ü, üh: [yː]
- y: [yː]

#### 雙元音
- au: [aʊ]
- eu, äu: [ɔʏ]
- ei, ai, ey, ay: [aɪ]

## 引號
英文中的“左引號”在德國和奧地利用作右引號，並使用一個不同的“低9引號”作為做左引號。一些字體比如Verdana，設計沒有考慮使用英文的左引號作為德文的右引號，因而在排版上不兼容於德文。
| 例子 | Unicode（十進制）             | HTML | 描述               |
| ---- | ----------------------------- | ---- | ------------------ |
|      | U+201E (8222), U+201C（8220） |      | 德文雙引號（左右） |
|      | U+201A (8218), U+2018（8216） |      | 德文單引號（左右） |

雙引號在德文中是表示引用的標準。
有時，特別是在書中，角引號也用於德國和奧地利，但反序使用：。而在瑞士，使用同法文一樣的引號：。
沒有空格的雙角引號在瑞士是德語印刷文字的標準：
角引號也用在德國和奧地利的德語出版物中，特別是小說，但是嚴格反序並且沒有空格：